# Punctozotroctes hovorei
Punctozotroctes hovorei är en skalbaggsart som beskrevs av Tavakilian och Néouze 2007. Punctozotroctes hovorei ingår i släktet Punctozotroctes och familjen långhorningar. Inga underarter finns listade i Catalogue of Life.